# Нечаев, Владимир Павлович
Владимир Павлович Нечаев (14 июля 1930, Москва, СССР — 14 августа 2000, Таганрог, Россия) — советский футболист, нападающий. Мастер спорта СССР (1949).

## Биография
С 1949 года играл в составе московского «Торпедо», в чемпионате СССР сыграл 71 матч, забил 20 голов. В победном финале Кубка СССР 1949 года против московского «Динамо» (2:1) сравнял счёт на 38-й минуте. Наилучший сезон в команде — 1951 года, когда в 24 играх забил 8 мячей. Далее проводил всё меньше матчей — 10 (3 гола) в 1952, два матча — в 1953, один — в 1954, в 1955 играл за дубль. В победном для команды Кубке СССР 1952 в трёх играх забил два гола. В 1956—1961 годах играл в «Торпедо» Таганрог, в 138 матчах забил 75 голов.
По неподтверждённым данным скончался в Таганроге в 2000 году в возрасте 70 лет.